# Indre (departement)
Indre (36) is een Frans departement vernoemd naar de gelijknamige rivier. De inwoners van Indre heten Indriens.

## Geschiedenis
Het departement was een van de 83 departementen die werden gecreëerd tijdens de Franse Revolutie, op 4 maart 1790 door uitvoering van de wet van 22 december 1789, uitgaande van een deel van de provincie Berry.

## Geografie
Indre is omgeven door de departementen Indre-et-Loire, Loir-et-Cher, Cher, Creuse en Vienne.
Indre bestaat uit de vier arrondissementen:
- Arrondissement Le Blanc
- Arrondissement Châteauroux
- Arrondissement La Châtre
- Arrondissement Issoudun

Indre heeft 13 kantons:
- Kantons van Indre

Indre heeft 247 gemeenten:
- Lijst van gemeenten in het departement Indre

## Demografie

### Demografische evolutie sinds 1962
| Naam       | Index 1962 | Index 1968 | Index 1975 | Index 1982 | Index 1990 | Index 1999 | Index 2008 | Index 2019 |
| ---------- | ---------- | ---------- | ---------- | ---------- | ---------- | ---------- | ---------- | ---------- |
| Indre      | 100,0      | 98,3       | 98,8       | 96,7       | 94,5       | 91,9       | 92,3       | 87,0       |
| Frankrijk* | 100,0      | 107,1      | 113,3      | 117,0      | 121,9      | 126,0      | 133,8      | 140,1      |

| Naam       | Inw./Km² 1962 | Inw./km² 1968 | Inw./km² 1975 | Inw./km² 1982 | Inw./km² 1990 | Inw./km² 1999 | Inw./km² 2008 | Inw./km² 2019 |
| ---------- | ------------- | ------------- | ------------- | ------------- | ------------- | ------------- | ------------- | ------------- |
| Indre      | 37,0          | 36,4          | 36,6          | 35,8          | 35,0          | 34,0          | 34,2          | 32,3          |
| Frankrijk* | 84,2          | 90,1          | 95,4          | 98,5          | 102,7         | 106,1         | 112,7         | 119,7         |

Frankrijk* = exclusief overzeese gebieden
Bron: Recensement Populaire INSEE - 1962 tot 1999 population sans doubles comptes, nadien Population Municipale
Op 1 januari 2022 had Indre 216.809 inwoners.

### De 10 grootste gemeenten in het departement
| Nr. | Gemeente            | Aantal inwoners (2022) |
| --- | ------------------- | ---------------------- |
| 1   | Châteauroux         | 43.079                 |
| 2   | Issoudun            | 10.953                 |
| 3   | Déols               | 7.618                  |
| 4   | Le Blanc            | 6.188                  |
| 5   | Le Poinçonnet       | 5.848                  |
| 6   | Argenton-sur-Creuse | 4.817                  |
| 7   | Buzançais           | 4.431                  |
| 8   | La Châtre           | 4.038                  |
| 9   | Ardentes            | 3.747                  |
| 10  | Saint-Maur          | 3.589                  |

## Afbeeldingen

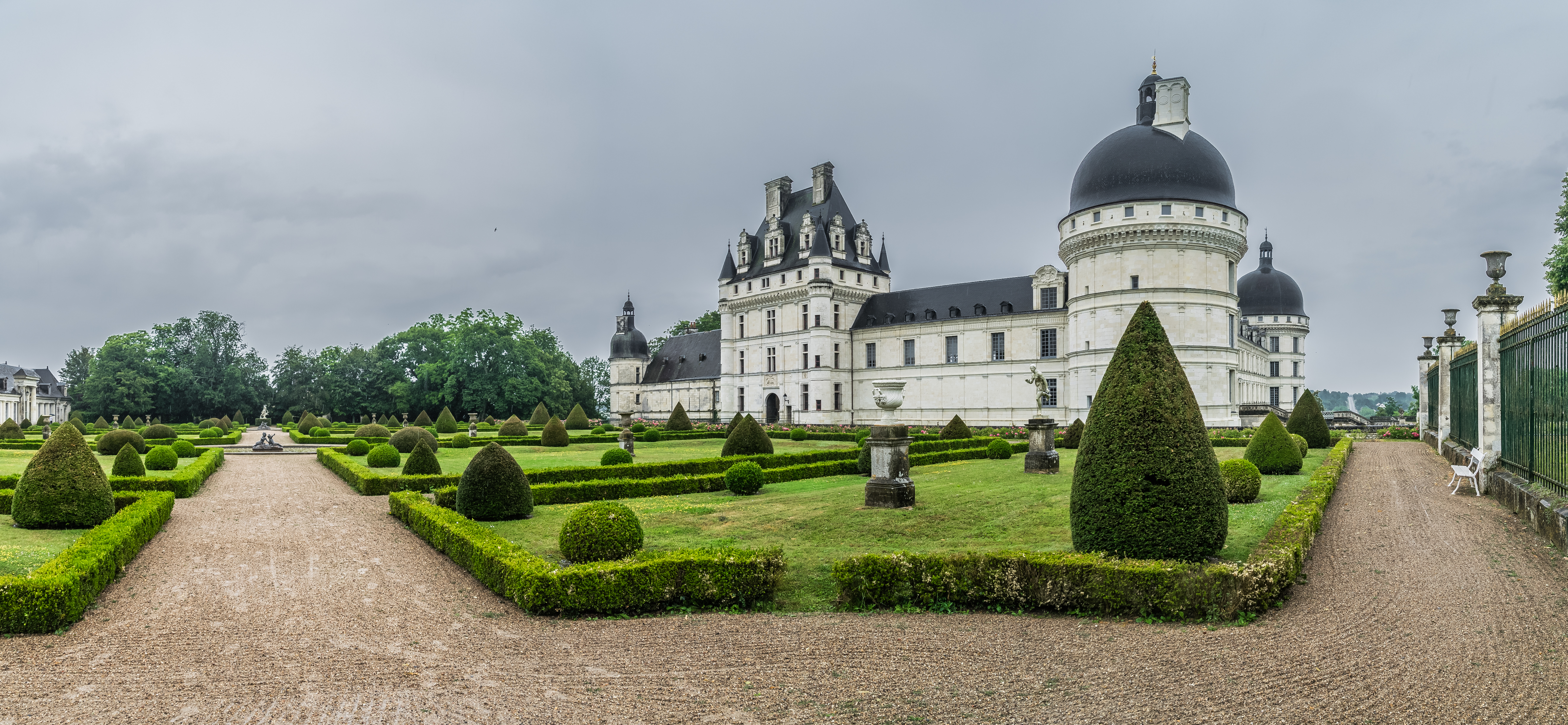
Kasteel van Valençay
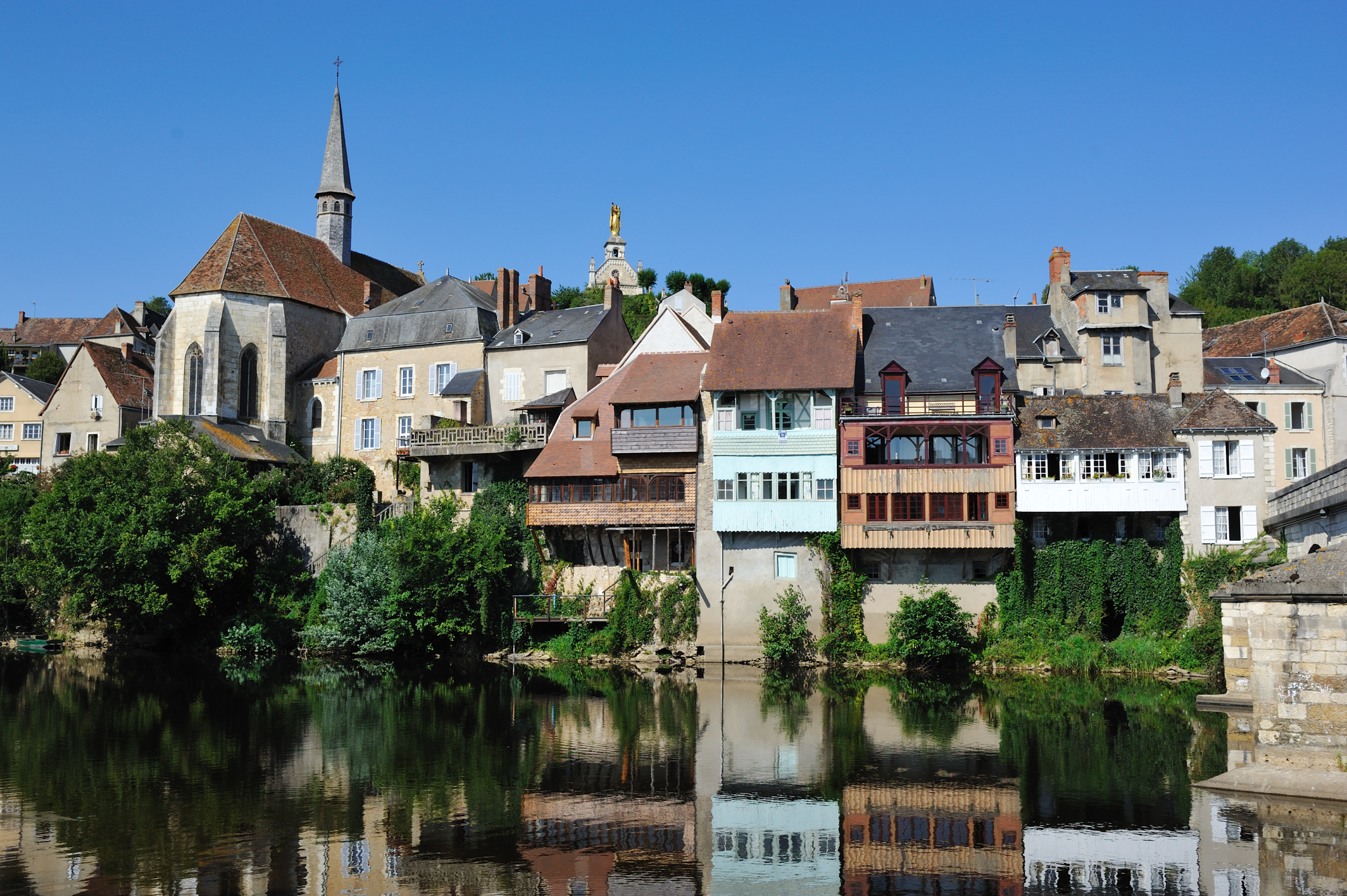
Argenton-sur-Creuse
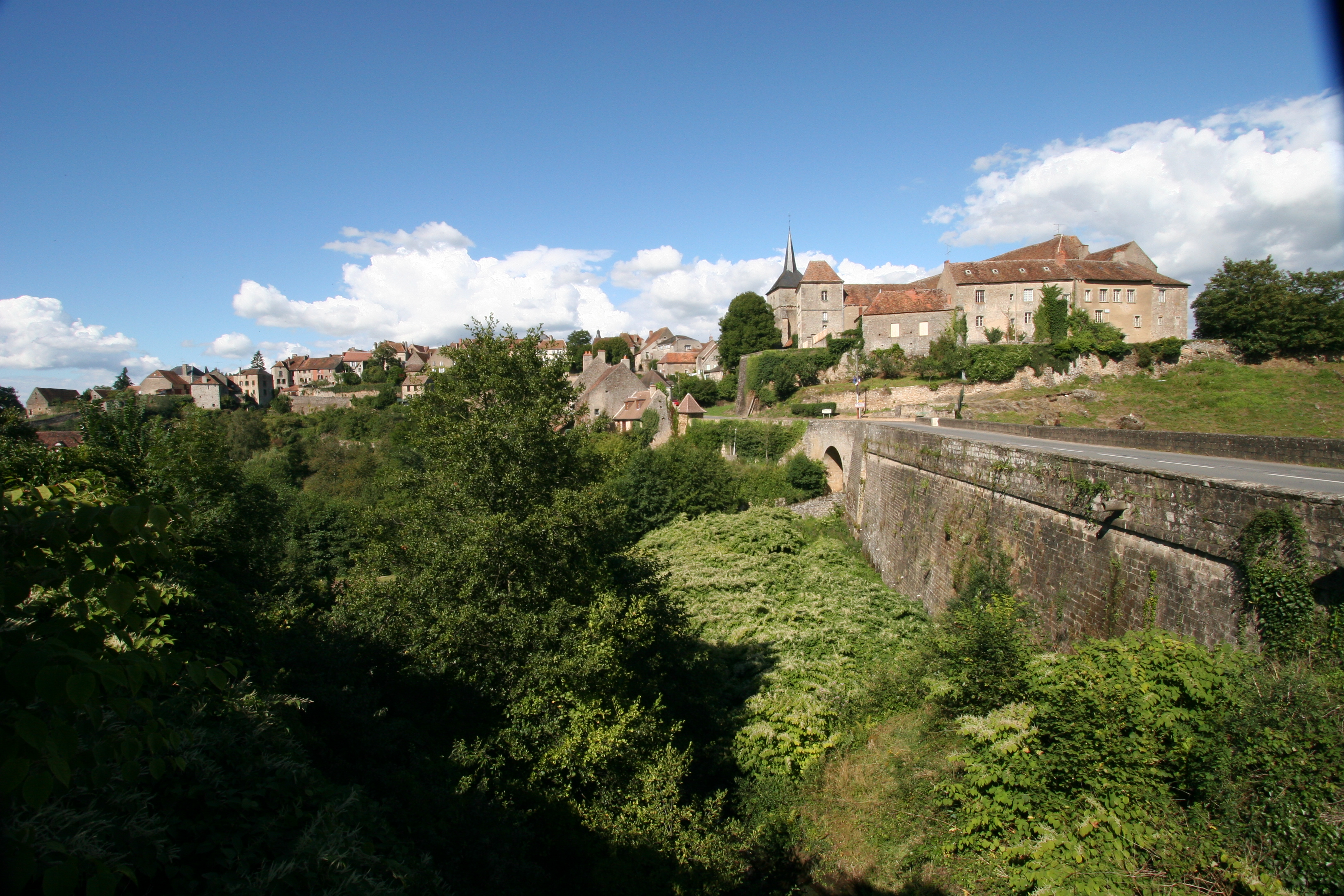
Saint-Benoît-du-Sault
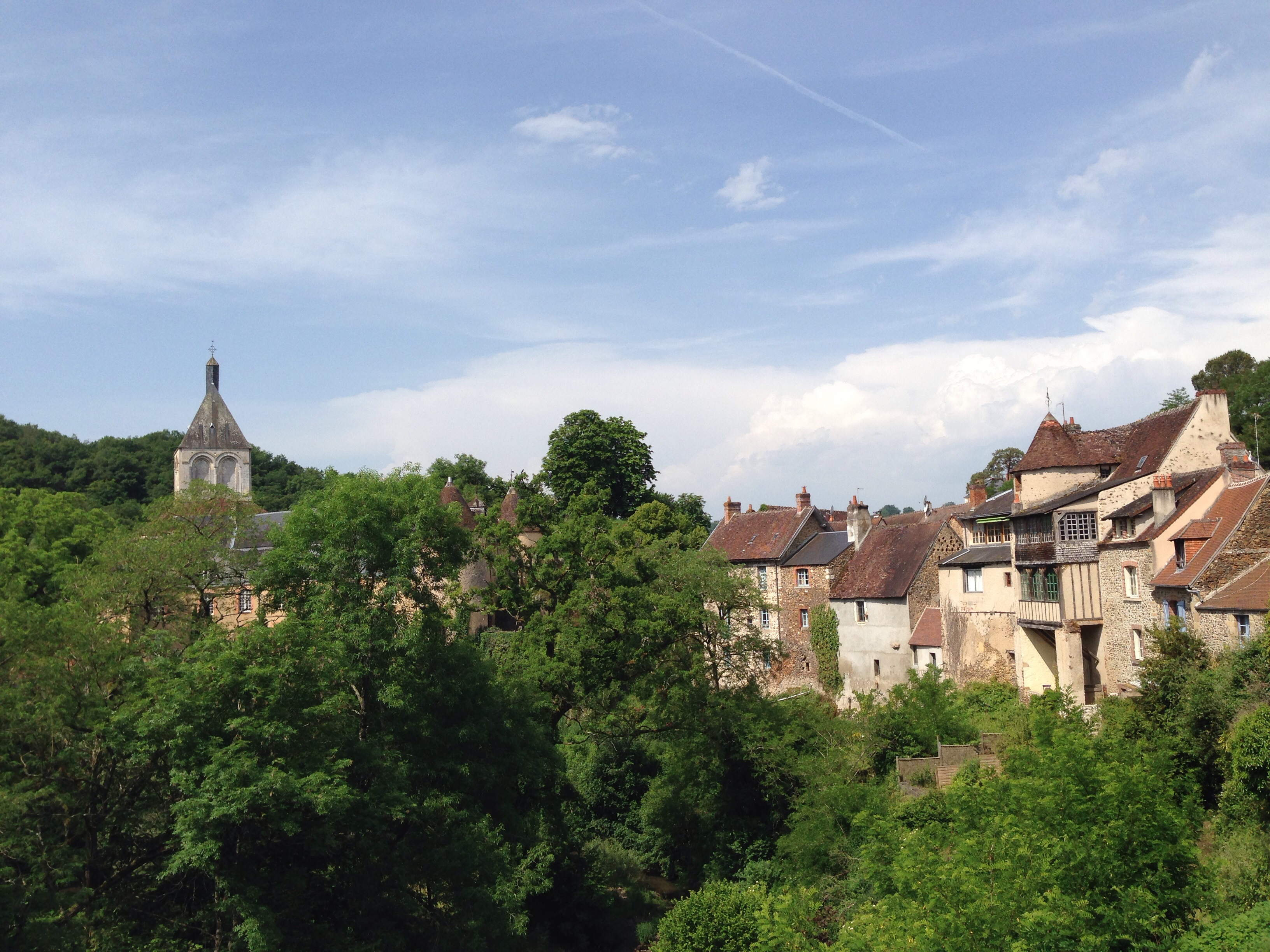
Gargilesse-Dampierre